# Hannes Sihtola
Hannes Sihtola, född 3 juli 1912 i Helsingfors, död 2001, var en finländsk kemist.
Sihtola, som var son till diplomingenjör Jalo Sihtola och Ester Sofia Andersin, blev student 1930, filosofie kandidat 1938 och filosofie doktor 1945. Han var forskningsassistent vid Enso-Gutzeit Oy:s centrallaboratorium 1937–1940, undervisningsassistent vid Helsingfors universitets agroforstvetenskapliga fakultets kemiska inrättning 1940–1951, avdelningschef vid Centrallaboratorium Ab 1947 och biträdande direktör 1948 och verkställande direktör 1955–1977. Han var docent i makromolekylkemi vid Helsingfors universitet från 1952. Han invaldes i Akademin för tekniska vetenskaper 1962, var styrelsemedlem i Suomalaisten kemistien seura från 1963, Finlands representant i International Union of Pure and Applied Chemistry (IUPAC), Commission on Macromolecules från 1947, ordinarie medlem 1957–1961 och medlem av International Committee for Cellulose Analysis (ICCA) arbetsutskott från 1953. Han var en framstående forskare kring makromolekyler och cellulosakemi och erhöll professors titel 1973.